# Port autonome de Namur
Le port autonome de Namur (abrégé en PAN) est un port fluvial belge établi en 1978 dans la région de Namur sur la Meuse et la Sambre.

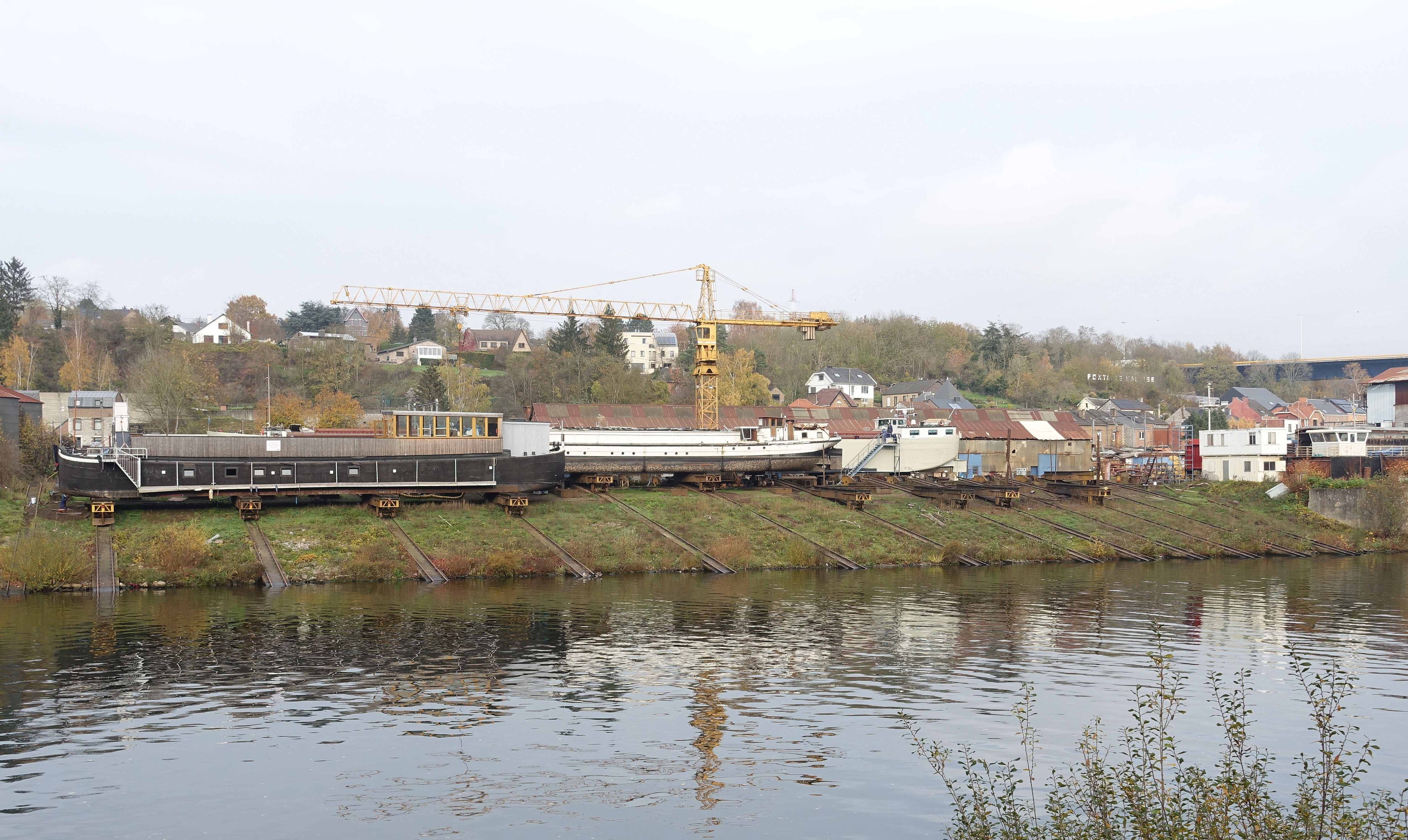
Le chantier naval de Beez, 23 novembre 2020.

## Chiffres et caractéristiques

### Caractéristiques
- 8 km de quai répartis sur 26 ports et zones portuaires
- 161 ha de superficie portuaire
- Accessibilité aux bateaux de 1 350 T en Haute-Meuse et sur la Sambre, 2 000 T en Moyenne-Meuse

### Volume traité par le port autonome
Pour l'année 2011, le tonnage total transporté par bateaux et camions représentait
5 450 397 T, dont 4 395 334 T sont de l'exportation, soit 80,64 %.

## Zones portuaires

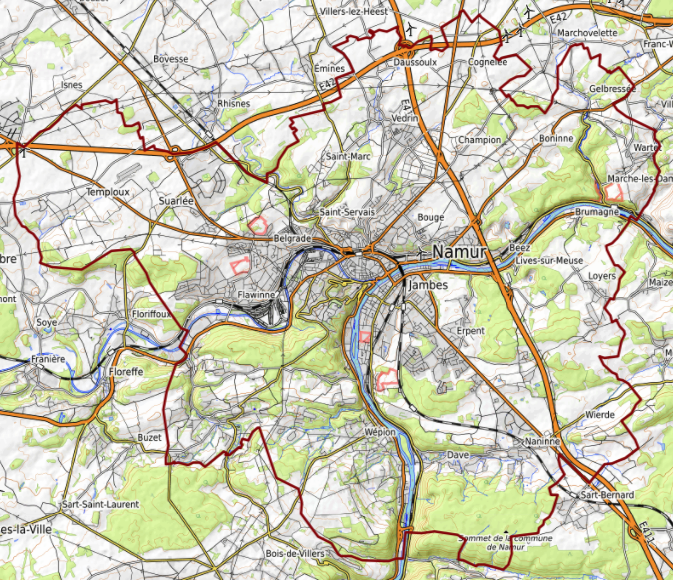
Voies fluviales autour de Namur.

Les différentes zones portuaires sont réparties sur le territoire de la province de Namur, sur la Haute et Moyenne Meuse, de la frontière française à Andenne, et sur la Sambre, de Tamines à Namur.

### Sambre
- Zone portuaire de Tamines
- Zone portuaire d’Auvelais
- Port de Moustier
- Zone portuaire de Mornimont
- Port public de Floreffe
- Zone portuaire de Floriffoux
- Zone portuaire du zoning de Malonne
- Zone portuaire de Malonne
- Port public d’Hiver de Namur

### Meuse
- Port d’Anhée
- Zone portuaire de Basbaras (à Rivière)
- Port public de Jambes-Velaine
- Zone portuaire d’Enhaive
- Zone portuaire de Jambes
- Zone portuaire de Beez
- Port de Lives
- Port de Maizeret
- Port de Marche-les-Dames
- Zone portuaire de Namêche
- Port de Samson
- Zone portuaire de Sclayn
- Port de Vezin
- Zone portuaire de Sclaigneaux
- Port public de Sclaigneaux
- Zone portuaire de Seilles
- Port d’Andenne

## Projet
En 2009, à la suite de l'annonce de la SNCB sur la possibilité de fermer la gare de formation de Ronet, certaines forces vives namuroises et wallonnes ont réagi favorablement à la création d'une plateforme tri-modale, combinant le transport fluvial, ferroviaire et routier, en bord de Sambre,. La création d'une darse a été évoquée.